# Trinidad e Tobago nos Jogos Pan-Americanos de 2019
Trinidad e Tobago competiu nos Jogos Pan-Americanos de 2019 em Lima, Peru, de 26 de julho a 11 de agosto de 2019.
Em 12 de julho de 2019, foi nomeada uma equipe de 98 atletas (58 homens e 40 mulheres) competindo em 18 esportes.
Durante a cerimônia de abertura dos jogos, o velejador Andrew Lewis foi o porta-bandeira do país.

## Atletas
Abaixo está a lista do número de atletas (por gênero) participando dos jogos por esporte/disciplina.
| Esporte              | Masculino | Feminino | Total |
| -------------------- | --------- | -------- | ----- |
| Atletismo            | 13        | 11       | 24    |
| Badminton            | 0         | 1        | 1     |
| Boxe                 | 4         | 0        | 4     |
| Canoagem             | 2         | 0        | 2     |
| Ciclismo             | 10        | 2        | 12    |
| Ginástica            | 1         | 0        | 1     |
| Golfe                | 0         | 1        | 1     |
| Hóquei sobre a grama | 16        | 0        | 16    |
| Judô                 | 0         | 1        | 1     |
| Natação              | 3         | 3        | 6     |
| Remo                 | 0         | 1        | 1     |
| Rugby sevens         | 0         | 12       | 12    |
| Taekwondo            | 0         | 1        | 1     |
| Tênis de mesa        | 0         | 1        | 1     |
| Tiro com arco        | 1         | 0        | 1     |
| Tiro esportivo       | 3         | 1        | 4     |
| Vela                 | 1         | 1        | 2     |
| Voleibol             | 2         | 2        | 4     |
| Total                | 56        | 38       | 94    |

## Medalhistas
| Nome                                                            | Esporte   | Evento                   | Gênero    | Dia          | Medalha |
| --------------------------------------------------------------- | --------- | ------------------------ | --------- | ------------ | ------- |
| Nicholas Paul                                                   | Ciclismo  | Velocidade individual    | Masculino | 3 de agosto  | Ouro    |
| Teniel Campbell                                                 | Ciclismo  | Estrada contra o relógio | Feminino  | 7 de agosto  | Prata   |
| Michelle-Lee Ahye                                               | Atletismo | 100 m                    | Feminino  | 7 de agosto  | Prata   |
| Felice Chow                                                     | Remo      | Skiff simples            | Feminino  | 9 de agosto  | Prata   |
| Jereem Richards                                                 | Atletismo | 200 m                    | Masculino | 9 de agosto  | Prata   |
| Jerod Elcock Keston Bledman Akanni Hislop Kyle Greaux           | Atletismo | Revezamento 4x100 m      | Masculino | 9 de agosto  | Prata   |
| Teniel Campbell                                                 | Ciclismo  | Corrida em estrada       | Feminino  | 10 de agosto | Prata   |
| Keshorn Walcott                                                 | Atletismo | Lançamento de dardo      | Masculino | 10 de agosto | Prata   |
| Michael Alexander                                               | Boxe      | -64 kg                   | Masculino | 30 de julho  | Bronze  |
| Dylan Carter                                                    | Natação   | 100 m costas             | Masculino | 8 de agosto  | Bronze  |
| Dwight St. Hillaire Jereem Richards Deon Lendore Machel Cedenio | Atletismo | Revezamento 4x400 m      | Masculino | 10 de agosto | Bronze  |

| Esporte   | Medalha de ouro | Medalha de prata | Medalha de bronze | Total |
| Ciclismo  | 1               | 2                | 0                 | 3     |
| Atletismo | 0               | 4                | 1                 | 5     |
| Remo      | 0               | 1                | 0                 | 1     |
| Boxe      | 0               | 0                | 1                 | 1     |
| Natação   | 0               | 0                | 1                 | 1     |
| Total     | 1               | 7                | 3                 | 11    |

## Atletismo
Chave
- Nota– Posições para os eventos de pista são para a fase inteira
- Q = Classificado à próxima fase
- q = Classificado à próxima fase como o perdedor com melhor tempo ou, em eventos de campo, por posição sem atingir a marca de classificação
- NR = Recorde nacional
- GR = Recorde dos jogos
- SB = Melhor da temporada
- DNF = Não terminou
- NM = Sem marca
- N/A = Fase não aplicável ao evento

Masculino
Pista e estrada
| Atleta                                                          | Evento              | Semifinais | Semifinais | Final       | Final             |
| Atleta                                                          | Evento              | Tempo      | Posição    | Tempo       | Posição           |
| --------------------------------------------------------------- | ------------------- | ---------- | ---------- | ----------- | ----------------- |
| Keston Bledman                                                  | 100 m               | 10.40      | 8º q       | 10.43       | 8º                |
| Akanni Hislop                                                   | 100 m               | 10.60      | 17º        | Não avançou | Não avançou       |
| Jereem Richards                                                 | 200 m               | 20.48      | 3º q       | 20.38       | Medalha de prata  |
| Kyle Greaux                                                     | 200 m               | 22.71      | 16º        | Não avançou | Não avançou       |
| Dwight St. Hillaire                                             | 400 m               | 46.04      | 9º         | Não avançou | Não avançou       |
| Machel Cedenio                                                  | 400 m               | 46.77      | 12º        | Não avançou | Não avançou       |
| Reubin Walters                                                  | 110 m com barreiras | 13.88      | 10º        | Não avançou | Não avançou       |
| Jerod Elcock Keston Bledman Akanni Hislop Kyle Greaux           | Revezamento 4x100 m | —          | —          | 38.46       | Medalha de prata  |
| Dwight St. Hillaire Jereem Richards Deon Lendore Machel Cedenio | Revezamento 4x400 m | —          | —          | 3:02.25     | Medalha de bronze |

Campo
| Atleta           | Evento              | Final     | Final            |
| Atleta           | Evento              | Distância | Posição          |
| ---------------- | ------------------- | --------- | ---------------- |
| Andwuelle Wright | Salto em distância  | 7.62      | 7º               |
| Wimana Stewart   | Arremesso de peso   | 18.25     | 12º              |
| Keshorn Walcott  | Lançamento de dardo | 83.55     | Medalha de prata |
| Shakeil Waithe   | Lançamento de dardo | 76.15     | 6º               |

Feminino
Pista e estrada
| Atleta                                                              | Evento              | Semifinais | Semifinais | Final       | Final            |
| Atleta                                                              | Evento              | Tempo      | Posição    | Tempo       | Posição          |
| ------------------------------------------------------------------- | ------------------- | ---------- | ---------- | ----------- | ---------------- |
| Michelle-Lee Ahye                                                   | 100 m               | 11.37      | 2º Q       | 11.27       | Medalha de prata |
| Kelly-Ann Baptiste                                                  | 100 m               | 11.49      | 5º q       | 11.52       | 8º               |
| Semoy Hackett                                                       | 100 m               | 23.31      | 6º q       | 23.62       | 8º               |
| Mauricia Prieto                                                     | 100 m               | 23.66      | 10º        | Não avançou | Não avançou      |
| Alena Brooks                                                        | 800 m               | 2:03.79    | 3º Q       | 2:02.75     | 6º               |
| Sparkle McKnight                                                    | 400 m com barreiras | 57.04      | 14º        | Não avançou | Não avançou      |
| Tonya Nero                                                          | 10000 m             | —          | —          | 34:15.36    | 10º              |
| Kamaria Durant Michelle-Lee Ahye Mauricia Prieto Kelly-Ann Baptiste | Revezamento 4x100 m | —          | —          | 43.57       | 4º               |

Campo
| Atleta          | Evento              | Final     | Final     |
| Atleta          | Evento              | Distância | Posição   |
| --------------- | ------------------- | --------- | --------- |
| Cleopatra Borel | Arremesso de peso   | 17.37     | 8º        |
| Portious Warren | Arremesso de peso   | 16.55     | 9º        |
| Portious Warren | Lançamento de disco | Sem marca | Sem marca |

Eventos combinados
| Heptatlo            | Evento      | Tyra Gittens  | Tyra Gittens | Tyra Gittens |
| Heptatlo            | Evento      | Resultados    | Pontos       | Posição      |
| ------------------- | ----------- | ------------- | ------------ | ------------ |
|                     |             |               |              |              |
| 110 m com barreiras | 13.63       | 1031          | 4º           |              |
| Salto em altura     | 1.83        | 1016          | 1º           |              |
| Arremesso de peso   | 13.43       | 756           | 2º           |              |
| 200 m               | 24.19       | 963           | 2º           |              |
| Salto em distância  | 5.44        | 683           | 8º           |              |
| Lançamento de dardo | 32.41       | 522           | 8º           |              |
| 800 m               | Não começou | Sem pontuação | Sem posição  |              |
| Final               |             |               | Não terminou | Sem posição  |

## Badminton
Trinidad e Tobago classificou dois jogadores de badminton (um homem e uma mulher). O país recusou posteriormente a vaga masculina.
Feminino
| Atleta         | Evento     | Primeira rodada        | Segunda rodada             | Oitavas de final       | Quartas de final       | Semifinais             | Final                  | Posição     |
| Atleta         | Evento     | Adversário e resultado | Adversário e resultado     | Adversário e resultado | Adversário e resultado | Adversário e resultado | Adversário e resultado | Posição     |
| -------------- | ---------- | ---------------------- | -------------------------- | ---------------------- | ---------------------- | ---------------------- | ---------------------- | ----------- |
| Nekeisha Blake | Individual | Bye                    | Mata (MEX) D (6–21, 12–21) | Não avançou            | Não avançou            | Não avançou            | Não avançou            | Não avançou |

## Boxe
Trinidad e Tobago classificou quatro boxeadores masculinos.
Masculino
| Atleta            | Evento                  | Preliminares         | Quartas-de-final             | Semifinal            | Final                | Final             |
| Atleta            | Evento                  | Adversário Resultado | Adversário Resultado         | Adversário Resultado | Adversário Resultado | Posição           |
| ----------------- | ----------------------- | -------------------- | ---------------------------- | -------------------- | -------------------- | ----------------- |
| Michael Alexander | Peso meio-médio-ligeiro | —                    | E Sánchez (CRC) V 3–1        | K Davis (USA) D 0–5  | Não avançou          | Medalha de bronze |
| Tyron Thomas      | Peso meio-médio         | —                    | R Polanco (DOM) D 0–5        | Não avançou          | Não avançou          | Não avançou       |
| Aaron Prince      | Peso médio              | —                    | L Lesther Espino (NCA) D RSC | Não avançou          | Não avançou          | Não avançou       |
| Nigel Paul        | Peso super-pesado       | —                    | C Salcedo (COL) D 0–5        | Não avançou          | Não avançou          | Não avançou       |

## Canoagem

### Velocidade
Masculino
| Atleta                             | Evento     | Eliminatória | Eliminatória | Semifinal   | Semifinal   | Final       | Final       |
| Atleta                             | Evento     | Tempo        | Posição      | Tempo       | Posição     | Tempo       | Posição     |
| ---------------------------------- | ---------- | ------------ | ------------ | ----------- | ----------- | ----------- | ----------- |
| Nicholas Robinson                  | K-1 200 m  | 41.328       | 6º SF        | 40.613      | 7º          | Não avançou | Não avançou |
| Matthew Robinson                   | K-1 1000 m | 4.33.159     | 8º           | Não avançou | Não avançou | Não avançou | Não avançou |
| Matthew Robinson Nicholas Robinson | K-2 1000 m | 4:12.806     | 6º SF        | 4:17.392    | 7º          | Não avançou | Não avançou |

## Ciclismo

### Estrada
Masculino
| Atleta        | Evento             | Final        | Final        |
| Atleta        | Evento             | Tempo        | Posição      |
| ------------- | ------------------ | ------------ | ------------ |
| Akil Campbell | Corrida em estrada | Não terminou | Não terminou |
| Tyler Coe     | Corrida em estrada | Não terminou | Não terminou |
| Kemp Orosco   | Corrida em estrada | Não terminou | Não terminou |
| Jovian Gomez  | Corrida em estrada | Não terminou | Não terminou |
| Tyler Coe     | Contra o relógio   | 50:14.88     | 16º          |
| Jovian Gomez  | Contra o relógio   | 55:25.84     | 20º          |

Feminino
| Atleta          | Evento             | Final    | Final            |
| Atleta          | Evento             | Tempo    | Posição          |
| --------------- | ------------------ | -------- | ---------------- |
| Teniel Campbell | Corrida em estrada | 2:19:50  | Medalha de prata |
| Alexi Costa     | Corrida em estrada | 2:20:24  | 21º              |
| Teniel Campbell | Contra o relógio   | 24:50.24 | Medalha de prata |
| Alexi Costa     | Contra o relógio   | 27:53.69 | 16º              |

### Pista
Velocidade
| Atleta                                      | Evento               | Classificação | Classificação | Oitavas-de-final    | Repescagem 1     | Quartas-de-final     | Semifinais           | Final                                          | Final                      |
| Atleta                                      | Evento               | Tempo         | Posição       | Adversário Tempo    | Adversário Tempo | Adversário Resultado | Adversário Resultado | Adversário Resultado                           | Posição                    |
| ------------------------------------------- | -------------------- | ------------- | ------------- | ------------------- | ---------------- | -------------------- | -------------------- | ---------------------------------------------- | -------------------------- |
| Nicholas Paul                               | Individual masculino | 9.808         | 1º Q          | Archambault (CAN) V | Bye              | Fonseca (BRA) V 2-0  | Fonseca (COL) V 2-1  | Phillip (TTO) V 2-0                            | Medalha de ouro            |
| Njisane Phillip                             | Individual masculino | 10.087        | 2º Q          | Sánchez (VEN) V     | Bye              | Fonseca (COL) V 2-0  | Canelón (VEN) V 2-0  | Paul (TTO) D 0-2                               | Desclassificado por doping |
| Keron Bramble Nicholas Paul Njisane Phillip | Equipe masculina     | 44.260        | 1º QA         | —                   | —                | —                    | —                    | Murillo (COL) Quintero (COL) Rodríguez (COL) V | Desclassificado por doping |

Perseguição por equipes
| Atleta                                              | Evento    | Classificação | Classificação | Eliminação           | Final / MB           | Final / MB  |
| Atleta                                              | Evento    | Tempo         | Posição       | Adversário Resultado | Adversário Resultado | Posição     |
| --------------------------------------------------- | --------- | ------------- | ------------- | -------------------- | -------------------- | ----------- |
| Tyler Cole Jovian Gómez Kemp Orosco Jabari Whiteman | Masculino | 4:24.216      | 6º            | Não avançou          | Não avançou          | Não avançou |

Keirin
| Atleta       | Evento    | Eliminatórias | Repescagem | Final   |
| Atleta       | Evento    | Posição       | Posição    | Posição |
| ------------ | --------- | ------------- | ---------- | ------- |
| Kwesi Browne | Masculino | 1ºQF          | —          | 6º      |

Omnium
| Atleta        | Event     | Corrida de scratch | Corrida de scratch | Corrida por tempo | Corrida por tempo | Corrida de eliminação | Corrida de eliminação | Corrida por pontos | Corrida por pontos | Total  | Total   |
| Atleta        | Event     | Posição            | Pontos             | Posição           | Pontos            | Posição               | Pontos                | Posição            | Pontos             | Pontos | Posição |
| ------------- | --------- | ------------------ | ------------------ | ----------------- | ----------------- | --------------------- | --------------------- | ------------------ | ------------------ | ------ | ------- |
| Akil Campbell | Masculino | 9º                 | 24                 | 6º                | 30                | 9º                    | 24                    | 7º                 | 20                 | 98     | 7º      |
| Alexi Costa   | Feminino  | 8º                 | 26                 | 9º                | 24                | 8º                    | 26                    | 10º                | 0                  | 76     | 8º      |

Madison
| Atleta                      | Evento    | Pontos      | Posição     |
| --------------------------- | --------- | ----------- | ----------- |
| Akil Campbell Tyler Cole    | Masculino | -13         | 8º          |
| Alexi Costa Teniel Campbell | Feminino  | Não começou | Não começou |

## Ginástica

### Artística
Masculino
Classificação individual
| Atleta     | Evento     | Aparelho | Aparelho | Aparelho | Aparelho | Aparelho | Aparelho | Classificação | Classificação | Final       | Final       |
| Atleta     | Evento     | F        | PH       | R        | V        | PB       | HB       | Total         | Posição       | Total       | Posição     |
| ---------- | ---------- | -------- | -------- | -------- | -------- | -------- | -------- | ------------- | ------------- | ----------- | ----------- |
| Joseph Fox | Individual | 11.800   | 11.300   | 11.600   | 12.950   | 12.600   | 9.450    | 69.700        | 32º           | Não avançou | Não avançou |

## Golfe
Trinidad e Tobago classificou uma golfista femininas.
| Atleta            | Evento              | Rodada 1  | Rodada 2  | Rodada 3  | Rodada 4  | Total     | Total | Total   |
| Atleta            | Evento              | Resultado | Resultado | Resultado | Resultado | Resultado | Par   | Posição |
| ----------------- | ------------------- | --------- | --------- | --------- | --------- | --------- | ----- | ------- |
| Isabella Lawrence | Individual feminino | 80        | 80        | 79        | 69        | 308       | +24   | 29º     |

## Hóquei sobre a grama
Sumário
| Equipe                      | Evento    | Fase preliminar      | Fase preliminar      | Fase preliminar      | Fase preliminar | Quartas-de-final     | Semifinal                                     | Final / MB / Po.                    | Final / MB / Po. |
| Equipe                      | Evento    | Adversário Resultado | Adversário Resultado | Adversário Resultado | Posição         | Adversário Resultado | Adversário Resultado                          | Adversário Resultado                | Posição          |
| --------------------------- | --------- | -------------------- | -------------------- | -------------------- | --------------- | -------------------- | --------------------------------------------- | ----------------------------------- | ---------------- |
| Trinidad e Tobago masculino | Masculino | Cuba · D 2–3         | Argentina · D 0–6    | Chile · D 0–2        | 4º Q            | Canadá · D 1–5       | Classificação do 5º-8º lugar · México · V 3–0 | Jogo do quinto lugar · Cuba · D 2–1 | 5º               |

### Masculino
Trinidad e Tobago classificou uma equipe masculina de 16 atletas, após ficar entre as três melhores nações não previamente classificadas durante a Copa Pan-Americana de 2017.
Fase preliminar
|  | Equipes classificadas à fase final |

Grupo A
| Equipe                | Pts | J | V | E | D | GP | GC | SG  |
| --------------------- | --- | - | - | - | - | -- | -- | --- |
| ARG Argentina         | 9   | 3 | 3 | 0 | 0 | 20 | 1  | +19 |
| CHI Chile             | 6   | 3 | 2 | 0 | 1 | 7  | 5  | +2  |
| CUB Cuba              | 3   | 3 | 1 | 0 | 2 | 3  | 15 | –12 |
| TTO Trinidad e Tobago | 0   | 3 | 0 | 0 | 3 | 2  | 11 | –9  |

| 30 de julho de 2019 12:00 |           |                                 |                                                                     |
| Trinidad e Tobago         | 2 – 3     | Cuba                            | Campo de Hóquei, Lima Árbitros: CAN Tyler Klenk USA Benjamin Peters |
| Browne 19' Pierre 48'     | Relatório | Consuegra 22', 50' Aguilera 51' | Campo de Hóquei, Lima Árbitros: CAN Tyler Klenk USA Benjamin Peters |

| 1 de agosto de 2019 16:00 |           |                                                                  |                                                                          |
| Trinidad e Tobago         | 0 – 6     | Argentina                                                        | Campo de Hóquei, Lima Árbitros: IND Deepak Joshi PER Rodrigo Rivadeneira |
|                           | Relatório | Tolini 3' Mazzilli 25', 45' Paredes 29' Casella 41' Martínez 49' | Campo de Hóquei, Lima Árbitros: IND Deepak Joshi PER Rodrigo Rivadeneira |

| 3 de agosto de 2019 10:00 |           |                   |                                                                         |
| Chile                     | 2 – 0     | Trinidad e Tobago | Campo de Hóquei, Lima Árbitros: CAN Tyler Klenk MEX Jonathan Altamirano |
| Rodriguez 15' Amoroso 37' | Relatório |                   | Campo de Hóquei, Lima Árbitros: CAN Tyler Klenk MEX Jonathan Altamirano |

Quartas-de-final
| 5 de agosto de 2019 20:15 |           |                                                      |                                                                             |
| Trinidad e Tobago         | 1 – 5     | Canadá                                               | Campo de Hóquei, Lima Árbitros: IND Deepak Joshi USA Constantine Soteriades |
| Browne 6'                 | Relatório | I. Smythe 2' Pearson 10' Bissett 47' Tupper 49', 56' | Campo de Hóquei, Lima Árbitros: IND Deepak Joshi USA Constantine Soteriades |

Disputa do 5º ao 8º lugar
| 8 de agosto de 2019 11:45 |           |                                      |                                                                        |
| México                    | 0 – 3     | Trinidad e Tobago                    | Campo de Hóquei, Lima Árbitros: CAN Benjamin Peters CUB Reinier García |
|                           | Relatório | Te. Marcano 43', 47' Ta. Marcano 47' | Campo de Hóquei, Lima Árbitros: CAN Benjamin Peters CUB Reinier García |

Disputa do 5º lugar
| 10 de agosto de 2019 11:45 |           |                           |                                                                  |
| Cuba                       | 1 – 2     | Trinidad e Tobago         | Campo de Hóquei, Lima Árbitros: IND Deepak Joshi PAR Hugo Romero |
| Calderon 22'               | Relatório | James 10' Te. Mercano 17' | Campo de Hóquei, Lima Árbitros: IND Deepak Joshi PAR Hugo Romero |

## Judô
Trinidad e Tobago classificou uma judoca feminina.
Feminino
| Atleta         | Evento | Oitavas-de-final         | Quartas-de-final      | Semifinais           | Repescagem              | Final / MB           | Final / MB |
| Atleta         | Evento | Adversário Resultado     | Adversário Resultado  | Adversário Resultado | Adversário Resultado    | Adversário Resultado | Posição    |
| -------------- | ------ | ------------------------ | --------------------- | -------------------- | ----------------------- | -------------------- | ---------- |
| Gabriella Wood | +78 kg | S Ingraham (BAH) V 11–00 | I Ortiz (CUB) D 00–10 | Não avançou          | I Marenco (NCA) D 00–10 | Não avançou          | 7º         |

## Natação
Trinidad e Tobago classificou seis nadadores (três homens e três mulheres).
Masculino
| Atleta         | Evento          | Eliminatórias | Eliminatórias | Final       | Final             |
| Atleta         | Evento          | Tempo         | Posição       | Tempo       | Posição           |
| -------------- | --------------- | ------------- | ------------- | ----------- | ----------------- |
| Dylan Carter   | 50 m livre      | 22.87         | 4º FB         | 22.67       | 9º                |
| Dylan Carter   | 200 m livre     | 1:49.08       | 1º FA         | 1:47.78     | 4º                |
| Dylan Carter   | 100 m costas    | 54.95         | 1º FA         | 54.42       | Medalha de bronze |
| Graham Chatoor | 400 m livre     | 4:07.58       | 2º FB         | 4:02.77     | 13º               |
| Graham Chatoor | 1500 m livre    | —             | —             | 4:02.77     | 13º               |
| Kael Yorke     | 100 m borboleta | 55.53         | 5º FB         | 55.90       | 15º               |
| Kael Yorke     | 200 m borboleta | 2:06.61       | 7º            | Não avançou | Não avançou       |

Feminino
| Atleta           | Evento       | Eliminatórias | Eliminatórias | Final       | Final       |
| Atleta           | Evento       | Tempo         | Posição       | Tempo       | Posição     |
| ---------------- | ------------ | ------------- | ------------- | ----------- | ----------- |
| Giselle Gursoy   | 100 m livre  | 59.34         | 7º            | Não avançou | Não avançou |
| Giselle Gursoy   | 200 m livre  | 2:07.38       | 5º FB         | 2:06.98     | 14º         |
| Giselle Gursoy   | 400 m livre  | 4:28.63       | 7º FB         | 4:24.17     | 10º         |
| Jada Chatoor     | 800 m livre  | —             | —             | 9:22.79     | 12º         |
| Gabriela Donahue | 100 m costas | 1:04.74       | 5º FB         | 1:04.62     | 11º         |
| Gabriela Donahue | 200 m medley | 2:27.66       | 7º            | Não avançou | Não avançou |

## Remo
Feminino
| Atleta      | Evento        | Eliminatórias | Eliminatórias | Repescagem | Repescagem | Semifinal | Semifinal | Final   | Final            |
| Atleta      | Evento        | Tempo         | Posição       | Tempo      | Posição    | Tempo     | Posição   | Tempo   | Posição          |
| ----------- | ------------- | ------------- | ------------- | ---------- | ---------- | --------- | --------- | ------- | ---------------- |
| Felice Chow | Skiff simples | 7:48.79       | 1º FA         | Bye        | Bye        | —         | —         | 7:46.53 | Medalha de prata |

## Rugby sevens
Trinidad e Tobago classificou uma equipe feminina de 12 atletas após o vice-campeonato noRAN Sevens Feminino de 2018. Essa foi a estreia do país no esporte em Jogos Pan-Americanos.
Sumário
| Equipe                     | Evento   | Fase de grupos          | Fase de grupos       | Fase de grupos       | Fase de grupos | Semifinal                                     | Final / MB / Po.                       | Final / MB / Po. |
| Equipe                     | Evento   | Adversário Resultado    | Adversário Resultado | Adversário Resultado | Posição        | Adversário Resultado                          | Adversário Resultado                   | Posição          |
| -------------------------- | -------- | ----------------------- | -------------------- | -------------------- | -------------- | --------------------------------------------- | -------------------------------------- | ---------------- |
| Trinidad e Tobago feminino | Feminino | Estados Unidos · D 0–55 | Colômbia · D 10–38   | Argentina · D 0–41   | 4º             | Classificação do 5º-8º lugar · Peru · D 10–31 | Jogo do sétimo lugar · México · D 0–22 | 8º               |

### Feminino
Grupo A
| Pos | Equipe            | Pts | J | V | E | D | PP  | PC  | SP   | Classificado           |
| --- | ----------------- | --- | - | - | - | - | --- | --- | ---- | ---------------------- |
| 1   | Estados Unidos    | 9   | 3 | 3 | 0 | 0 | 142 | 0   | +142 | Semifinais             |
| 2   | Colômbia          | 7   | 3 | 2 | 0 | 1 | 62  | 62  | 0    | Semifinais             |
| 3   | Argentina         | 5   | 3 | 1 | 0 | 2 | 55  | 73  | −18  | Disputa do 5º–8º lugar |
| 4   | Trinidad e Tobago | 3   | 3 | 0 | 0 | 3 | 10  | 134 | −124 | Disputa do 5º–8º lugar |

| 26 de julho de 2019 10:15 |        |                   |                                                                           |
| Estados Unidos | 55–0   | Trinidad e Tobago | Centro de Esportes de Villa María del Triunfo Árbitro: Nerea Livoni (ARG) |
| Tries: Emba (2) 1'm, 6'c Canett 3'c Kirshe (2) 5'm, 7'm Rovetti 8'm Ramsey (2) 10'c, 12'c, 14'c Conv.: Olsen (3/5) 4', 13', 14' Canett (1/3) 7' Emba (1/1) 10' | Report |                   | Centro de Esportes de Villa María del Triunfo Árbitro: Nerea Livoni (ARG) |

| 27 de julho de 2019 10:10                                                                                |        |                                                             |                                                                            |
| Colômbia                                                                                                 | 38–10  | Trinidad e Tobago                                           | Centro de Esportes de Villa María del Triunfo Árbitro: Nayara Santos (BRA) |
| Tries: Soto 1'c Mejia 2'c Arzuaga (2) 5'c, 7'c Lopera 7'm Acevado 10' Conv.: Lopera (4/5) 1', 2', 5', 7' | Report | Tries: Glasgow 6'm John 14'm Conv.: Jack (0/1) Pantor (0/1) | Centro de Esportes de Villa María del Triunfo Árbitro: Nayara Santos (BRA) |

| 27 de julho de 2019 14:00 |        |                   |                                                                            |
| Argentina | 41–0   | Trinidad e Tobago | Centro de Esportes de Villa María del Triunfo Árbitro: Nayara Santos (BRA) |
| Tries: Casas 1'm A. Moreno 3'c Trigo 4'm Montero 4'm Pedrozo 7'c Genghini 9'c Mattus 12'm Corzo 13'm Conv.: Padellaro (1/4) 3' Aguilar (2/4) 8', 9' | Report |                   | Centro de Esportes de Villa María del Triunfo Árbitro: Nayara Santos (BRA) |

Classificação do 5º-8º lugar
| 28 de julho de 2019 9:10                                                                      |        |                                                |                                                                           |
| Peru                                                                                          | 31–10  | Trinidad e Tobago                              | Centro de Esportes de Villa María del Triunfo Árbitro: Nerea Livoni (ARG) |
| Tries: Ratto 1'c Flores (2) 4'm, 7'm Quesada 9'c Masias 12'c Conv.: Quesada (3/5) 1', 9', 12' | Report | Tries: Kintiba (2) 5'm, 10'm Conv.: Jack (0/2) | Centro de Esportes de Villa María del Triunfo Árbitro: Nerea Livoni (ARG) |

Disputa pelo sétimo lugar
| 28 de julho de 2019 13:00 |        | |                                                                           |
| Trinidad e Tobago         | 0–22   | México                                                                                              | Centro de Esportes de Villa María del Triunfo Árbitro: Nerea Livoni (ARG) |
|                           | Report | Tries: Tovar 1'c Cabrera 4'm Salomón 8'm Gonzalez-Berazueta 13'm Conv.: Gonzalez-Berazueta (1/4) 2' | Centro de Esportes de Villa María del Triunfo Árbitro: Nerea Livoni (ARG) |

## Taekwondo
Trinidad e Tobago recebeu um convite feminino.
Kyorugi
Feminino
| Atleta         | Evento | Oitavas-de-final      | Quartas-de-final     | Semifinais           | Repescagem                | Final / MB           | Final / MB |
| Atleta         | Evento | Adversário Resultado  | Adversário Resultado | Adversário Resultado | Adversário Resultado      | Adversário Resultado | Posição    |
| -------------- | ------ | --------------------- | -------------------- | -------------------- | ------------------------- | -------------------- | ---------- |
| Megan Lawrence | +67 kg | Mosquera (COL) D 1–22 | Did not advance      | Did not advance      | Gorman-Shore (USA) D 6–15 | Não avançou          | =7º        |

## Tênis de mesa
Trinidad e Tobago classificou uma mesatenista feminina.
Feminino
| Atleta       | Evento     | Primeira rodada      | Oitavas-de-final     | Quartas-de-final     | Semifinais           | Final                | Posição     |
| Atleta       | Evento     | Adversário Resultado | Adversário Resultado | Adversário Resultado | Adversário Resultado | Adversário Resultado | Posição     |
| ------------ | ---------- | -------------------- | -------------------- | -------------------- | -------------------- | -------------------- | ----------- |
| Rheann Chung | Individual | Brito (DOM) D 1–4    | Não avançou          | Não avançou          | Não avançou          | Não avançou          | Não avançou |

## Tiro com arco
Trinidad e Tobago classificou um arqueiro masculino.
Masculino
| Atleta         | Evento             | Fase de ranqueamento | Fase de ranqueamento | 16-avos-de-final     | Oitavas-de-final     | Quartas-de-final     | Semifinais           | Final / MB           | Rank        |
| Atleta         | Evento             | Pontuação            | Chaveamento          | Adversário Pontuação | Adversário Pontuação | Adversário Pontuação | Adversário Pontuação | Adversário Pontuação | Rank        |
| -------------- | ------------------ | -------------------- | -------------------- | -------------------- | -------------------- | -------------------- | -------------------- | -------------------- | ----------- |
| Daniel Catariz | Recurvo individual | 649                  | 20º                  | H Franco (CUB) D 1–7 | Não avançou          | Não avançou          | Não avançou          | Não avançou          | Não avançou |

## Tiro esportivo
Masculino
Pistola e carabina
| Atleta       | Evento             | Classificação | Classificação | Final       | Final       |
| Atleta       | Evento             | Pontos        | Posição       | Pontos      | Posição     |
| ------------ | ------------------ | ------------- | ------------- | ----------- | ----------- |
| Roger Daniel | Pistola de ar 10 m | 565           | 13º           | Não avançou | Não avançou |
| Roger Daniel | Tiro rápido 25 m   | 538           | 18º           | Não avançou | Não avançou |

Masculino
Espingarda
| Atleta             | Evento         | Classificação | Classificação | Final / MB  | Final / MB  |
| Atleta             | Evento         | Pontos        | Posição       | Pontos      | Posição     |
| ------------------ | -------------- | ------------- | ------------- | ----------- | ----------- |
| Anthony Maraj      | Fossa olímpica | 43            | 31º           | Não avançou | Não avançou |
| Robert Auerbach Jr | Skeet          | 117           | 10º           | Não avançou | Não avançou |

Feminino
Pistola e carabina
| Atleta       | Evento             | Classificação | Classificação | Final       | Final       |
| Atleta       | Evento             | Pontos        | Posição       | Pontos      | Posição     |
| ------------ | ------------------ | ------------- | ------------- | ----------- | ----------- |
| Marsha Jones | Pistola de ar 10 m | 533           | 25º           | Não avançou | Não avançou |
| Marsha Jones | Pistola 25 m       | 497           | 26º           | Não avançou | Não avançou |

## Vela
Trinidad e Tobago classificou 2 barcos, para um total de 2 velejadores.
Masculino
| Atleta       | Classe | Regatas | Regatas | Regatas | Regatas | Regatas | Regatas | Regatas | Regatas | Regatas | Regatas | Regatas | Total  | Total   |
| Atleta       | Classe | 1       | 2       | 3       | 4       | 5       | 6       | 7       | 8       | 9       | 10      | M       | Pontos | Posição |
| ------------ | ------ | ------- | ------- | ------- | ------- | ------- | ------- | ------- | ------- | ------- | ------- | ------- | ------ | ------- |
| Andrew Lewis | Laser  | 9       | 5       | 15      | 5       | 3       | 6       | 5       | 9       | 10      | 10      | 20      | 82     | 7º      |

Feminino
| Atleta              | Evento       | Regatas | Regatas | Regatas | Regatas | Regatas | Regatas | Regatas | Regatas | Regatas | Regatas | Regatas | Total  | Total   |
| Atleta              | Evento       | 1       | 2       | 3       | 4       | 5       | 6       | 7       | 8       | 9       | 10      | M       | Pontos | Posição |
| ------------------- | ------------ | ------- | ------- | ------- | ------- | ------- | ------- | ------- | ------- | ------- | ------- | ------- | ------ | ------- |
| Kelly-Ann Arrindell | Laser radial | 7       | 12      | 8       | 12      | 14      | 5       | 11      | 11      | 11      | 12      | —       | 89     | 12º     |

## Voleibol

### Praia
Trinidad e Tobago classificou quatro voleibolistas de praia (dois homens e duas mulheres)).
| Atleta                        | Evento    | Fase de grupos                               | Fase de grupos                                 | Fase de grupos                                | Fase de grupos | Oitavas-de-final     | Quartas-de-final     | Semifinal                                                                         | Final / MB                                                            | Final / MB |
| Atleta                        | Evento    | Adversário Resultado                         | Adversário Resultado                           | Adversário Resultado                          | Posição        | Adversário Resultado | Adversário Resultado | Adversário Resultado                                                              | Adversário Resultado                                                  | Posição    |
| ----------------------------- | --------- | -------------------------------------------- | ---------------------------------------------- | --------------------------------------------- | -------------- | -------------------- | -------------------- | --------------------------------------------------------------------------------- | --------------------------------------------------------------------- | ---------- |
| Daynte Stewart Marlon Phillip | Masculino | Capogrosso – Azaad (ARG) D 0–2 (15–21, 7–21) | Satterfield – Burik (USA) D 0–2 (13–21, 16–21) | Escobar – Vargas (ESA) D 0–2 (19–21, 13–21)   | 4º             | Bye                  | Bye                  | Disputa pelo 13º-16º lugar Alpizar – Valenciano (CRC) D 1–2 (21–19, 16–21, 12–15) | Disputa pelo 15º lugar Vásquez – Seminario (PER) V 2–0 (21–19, 21–16) | 15º        |
| Malika Davidson Rheeza Grant  | Feminino  | Pardon – Cook (USA) D 0–2 (9–21, 8–21)       | Ayala – Ríos (COL) D 2–0 (9–21, 12–21)         | Valenciano – Araya (CRC) D 0–2 (18–21, 20–22) | 4º             | Bye                  | Bye                  | Disputa pelo 13º-16º lugar Valenciana – Charles (ISV) V 2–0 (21–8, 21–10)         | Disputa pelo 13º lugar Vásquez – Vargas (ESA) D 0–2 (20–22, 14–21)    | 14º        |